# Hada radiata
Hada radiata är en fjärilsart som beskrevs av Köhler 1966. Hada radiata ingår i släktet Hada och familjen nattflyn. Inga underarter finns listade i Catalogue of Life.